# سیارک ۱۶۰۲۰
سیارک ۱۶۰۲۰ (به انگلیسی: 16020 Tevelde، نامگذاری:1999CA76) شانزده هزار و بیستمین سیارک کشف شده‌است که در ۱۲ فوریه ۱۹۹۹ کشف شد.
قدر مطلق سیارک برابر ۱۳.۵ است.